# Stephen Adams
Stephen Adams   (Kumasi, 28 de setembre de 1989) és un futbolista ghanès de la dècada de 2010.
Fou internacional amb la selecció de futbol de Ghana amb la qual participà a la Copa del Món de futbol de 2014.
Pel que fa a clubs, destacà a Aduana Stars.